# Кобелев, Александр Васильевич
Александр Васильевич Кобелев (15 [27] июля 1860, Царское Село, Санкт-Петербургская губерния — 30 сентября 1942, Киев, Рейхскомиссариат Украина) — российский и советский архитектор, гражданский инженер, профессор, член-корреспондент Петербургского общества архитекторов.

## Биография
Родился в Царском Селе в семье офицера. Крёстным отцом, по семейным преданиям, был царь Александр II. Учился в 3-й военной гимназии в Санкт-Петербурге, затем, в 1880 году, поступил в Петербургское строительное училище. В процессе обучения был на летних практических занятиях в Киеве (1883), на Московско-Брестской железной дороге (1884) и на Бендеро-Галацкой железной дороге (1885—1886). По окончании училища в 1887 году со званием гражданского инженера и правом на чин X класса был откомандирован в Киев для технических занятий в Общество Юго-Западных железных дорог. Тут он служил младшим инженером технического отделения службы ремонта пути и зданий. В течение первого года работы составлял проекты, однако уже на следующий год был назначен руководителем работ по расширению станции Казатин и архитектором по строительству вокзала этой станции. Управлял также постройкой военного министерства и новой уманской ветви на этой же станции. В 1890 году определён сверхштатным архитектором по расширению станции Киев. 
С 1896 года был заведующим архитектурным отделением технического отделения дорожной службы. Титулярный советник, состоял при Министерстве внутренних дел. В 1896 переведён в Министерство путей сообщения. 
В 1898 году на закрытом конкурсе проектов комплекса Политехнического института занял второе место, а через два года заменил победителя этого конкурса Иеронима Китнера в управлении строительством.
Кобелев возглавлял архитектурный отдел в Российском Техническом обществе. С 1899 года преподавал в Киевском Политехническом институте, с 1912 года — его профессор. Написал большое количество научных статей и докладов. С 1901 года — заведующий и почётный попечитель школы десятников строительного и дорожного дела. С 1912 года — декан инженерно-строительного отделения Киевских политехнических курсов. Был действительным членом Киевского клуба русских националистов.
Скончался 30 сентября 1942 года в Киеве. Похоронен на Лукьяновском кладбище.
В 2016 году в честь Александра Кобелева была переименована улица в Соломенском районе Киева.

## Проекты и постройки
Произведения Кобелева отличает удачная интерпретация разных исторических стилей. Так, здание Национального банка (1902—1905), спроектированное им в соавторстве с Вербицким, выполнено в стиле итальянского ренессанса. Дворянский и Крестьянский банк (1911) оформлены в неорусском стиле. Высшие женские курсы и Киевское отделение Русского технического общества в 1914 году получили здания в стиле неоклассицизма.

### Киев
- Железопрокатная мастерская на станции Киев (1887—1892).
- Постройки для сельскохозяйственной выставки 1897 года (не сохранились).
- Комплекс зданий Политехнического института (по проекту И. С. Китнера).
- Здание сиротского приюта, Улица Архитектора Кобелева, 1/5 (1900).
- Здание железнодорожной лаборатории. Улица Архитектора Кобелева, 3/8.
- Часовня в Кирилловской больнице (1902).
- Киевская контора государственного банка Российской империи (1902—1905, совместно с А. М. Вербицким, надстройка третьего этажа в 1935 году совместно с архитектором В. Рыковым).
- Здание Земельного банка (1903, сейчас Киевская телефонная станция).
- Здание Киевского Коммерческого института (1906, совместно с В. А. Обремским).
- Доходный дом Де-Менца. ул. Олеся Гончара, 44 (1911—1912, неоготика).
- Здание Шестой мужской гимназии. Улица Юрия Ильенко, 81 (1912—1913).
- Здание для Киевских высших женских курсов (1911—1913).
- Здание Киевского отделения Российского технического общества (1914).
- Доходный дом. Улица Сечевых Стрельцов, 12.

### Другие места
- Здания и сооружения для Юго-Западных железных дорог: перегрузочная контора для иностранных товаров при таможне на станции Граево; расширение пассажирских вокзалов на станциях Казатин[6] и Попелюхи; 2 жилых дома, водонапорная башня и здание для электрических машин на станции Казатин; приёмный покой на станции Одесса-товарная; школа на станции Раздельная (1887—1892)[7].
- Элеватор на станции Винница (1891)[8].
- Железнодорожный вокзал в Искоростене Волынской губернии в неорусском стиле (1905).
- Здание мужской гимназии в Сквире (1909).
- Дом Дворянского и Крестьянского банка в Полтаве (1906—1909).

- Вокзал станции Казатин
- Киевские высшие женские курсы
- Здание Национального банка Украины
- Киевская 6-я гимназия